# هیوان
هیوان (به لاتین: Heyuan) یک شهر مرکزی در جمهوری خلق چین است که در گوانگ‌دونگ واقع شده‌است.

## خصوصیات
هیوان ۱۵٬۶۵۳٫۶۳ کیلومترمربع مساحت و ۲٬۹۵۰٬۱۹۵ نفر جمعیت دارد و ۳۹ متر بالاتر از سطح دریا واقع شده‌است.

## خواهرخوانده
شهر کوتا کینابالو خواهرخواندهٔ هیوان هست.